# Coordenada de reacció

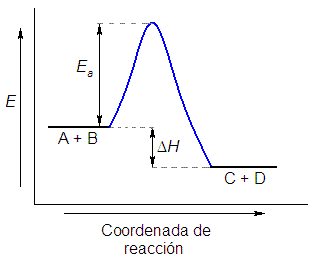
Diagrama d'energia potencial per a una hipotètica reacció A + B → C + D, on Ea és l'energia d'activació i ΔH l'increment de l'entalpia de reacció.

Una coordenada de reacció en química, és un paràmetre que representa el progrés d'una reacció química. És habitualment una magnitud geomètrica que canvia al llarg de la conversió d'un o més reactius en un producte o productes. Aquesta coordenada de reacció pot ser una longitud d'enllaç, un angle d'enllaç o una combinació d'aquests. També pot ser una magnitud no geomètrica com per exemple l'ordre d'un enllaç. Per exemple en la dissociació homolítica de la molècula d'hidrogen una coordenada de reacció adequada seria la distància interatòmica. La coordenada de reacció es representa enfront de l'energia potencial per a mostrar de forma esquemàtica el perfil d'energia associat a la reacció. Aquella segueix la trajectòria de mínima energia que connecta els reactius amb els productes en una representació de la superfície d'energia potencial de la reacció.